# 三等分角

三等分角无法按照尺规作图的规定作出，但如果借助另外的工具或放宽尺规作图的限制，三等分角是可行的

三等分角是古希臘平面几何里尺規作圖领域中的著名问题，與化圓為方及倍立方問題並列為尺规作图三大難題。尺规作图是古希腊人的数学研究课题之一，是对具体的直尺和圆规画图可能性的抽象化，研究是否能用规定的作图法在有限步内达到给定的目标。三等分角问题的内容是：“能否仅用尺规作图法将任意角度三等分？”
三等分角问题提出后，在漫长的两千余年中，曾有众多的尝试，但没有人能够给出严格的答案 。随着十九世纪群论和域论的发展，法国数学家皮埃尔·汪策尔首先利用伽罗瓦理论证明，這個問題的答案是否定的：不存在仅用尺规作图法将任意角度三等分的通法。具体来说，汪策尔研究了给定单位长度後，能够用尺规作图法所能达到的长度值。所有能够经由尺规作图达到的长度值被称为规矩数，而汪策尔证明了，如果能够三等分任意角度，那么就能做出不属于规矩数的长度，从而反证出通过尺规三等分任意角是不可能的。
如果不将手段局限在尺规作图法中，放宽限制或借助更多的工具的话，三等分任意角是可能的。然而，作为数学问题本身，由于三等分角问题表述简单，而证明困难，并用到了高等的数学方法，在已被證明不可能实现后，仍然有许多人尝试给出肯定的证明。

## 背景简介

### 尺规作图法
在叙述三等分问题前，首先需要介绍尺规作图的意思。尺规作图问题是从现实中具体的“直尺和圆规画图可能性”问题抽象出来的数学问题，将现实中的直尺和圆规抽象为数学上的设定，研究的是能不能在若干个具体限制之下，在有限的步骤内作出给定的图形、结构或其他目标的问题。在尺规作图中，直尺和圆规的定义是：
直尺：一侧为无穷长的直线，没有刻度也无法标识刻度的工具。只可以让笔摹下这个直线的全部或一部分。
圆规：由两端点构成的工具。可以在保持两个端点之间的距离不变的情况下，固定其中一个端点，让另一个端点移动，作出圆弧或圆。两个端点之间的距离只能取已经作出的两点之间的距离，或者任意一个未知的距离。
定义了直尺和圆规的特性後，所有的作图步骤都可以归化为五种基本的步骤，称为作图公法：
- 通過兩個已知點，作一直線。
- 已知圓心和半徑，作一個圓。
- 若兩已知直線相交，确定其交點。
- 若已知直線和一已知圓相交，确定其交點。
- 若兩已知圓相交，确定其交點。

尺规作图研究的，就是是否能够通过以上五种步骤的有限次重复，达到给定的作图目标。尺规作图问题常见的形式是：“给定某某条件，能否用尺规作出某某对象？”比如：“给定一个圆，能否用尺规作出这个圆的圆心？”等等。

### 问题叙述
三等分角问题的完整叙述是：
|  | 任意给定一个角，是否能够通过以上说明的五种基本步骤，于有限次内作出另一个角，等于这个角的三分之一？ |

关于这个叙述中的用词和术语，需要一一作出定义。“角”可以有两种等价的定义：一个角可以是由一点和从它出发的两条射线构成的集合，也可以是由三点和连接它们的两条线段构成的集合。以下的叙述中采取第二个定义，用三个大写英文字母或一个希腊字母表示一个角。角AOB指的是由三点A, O, B以及线段AO和OB构成的集合，也可以直接用一个希腊字母如α表示。两个角AOB和A'O'B'相等，指的是以下条件：如果将线段OA沿点A延长为射线，在上面作一点C使得OC {\displaystyle =} O'A'，同时将线段OB沿点B延长为射线，在上面作一点D使得OD {\displaystyle =} O'B'，则CD {\displaystyle =} A'B'。
一个角α等于另一个角β的三分之一，指的是角β等于角α的三倍。而一个角AOB等于角AOC的k倍（k > 1为自然数），指的是可以找到点B1, B2, ... , Bk等，使得k个角AOB1, B1OB2, ... , Bk-1OBk都等于AOC，并且点Bk就是点B。

### 二等分角问题

尺规二等分任意角度的过程

与三等分角问题相比，用尺规作图将任意角二等分要容易得多。右图具体说明了二等分一个角的步骤。依照类似的步骤，也能够将任意角四等分、八等分……但直到十九世纪，随着群论和伽罗瓦理论的出现，数学家们才认识到二等分角和三等分角本质上的不同。在现代数学语言中，更常用域扩张的理论来论述三等分角的问题。从证明三等分角的过程中可以知道，尺规作图的方法不但不能三等分任意角，也不能将任意角五等分、七等分、九等分、十一等分。其理由涉及到直线和圆的解析性质。

## 不可能性的證明
1837年，法國數學家汪策爾證明了，三等分角問題是沒有辦法完成的:15。
三等分角問題提出後，有許多基於平面幾何的論證和嘗試，但在十九世紀以前，一直沒有完整的解答。沒有人能夠給出將任意角度三等分的確實做法，但開始懷疑其可能性的人之中，也沒有人能夠證明這樣的做法一定不存在。直到十九世紀後，伽羅瓦和阿貝爾(全名:尼爾斯·阿貝爾)開創了以群論來討論有理係數多項式方程之解的方法，人們才認識到三等分角問題的本質。

### 尺规可作性和规矩数
在研究各种尺规作图问题的时候，数学家们留意到，能否用尺规作出特定的图形或目标，本质是能否作出符合的长度。引进直角坐标系和解析几何以后，又可以将长度解释为坐标。比如说，作出一个圆，实际上是作出圆心的位置（坐标）和半径的长度。作出特定的某个交点或某条直线，实际上是找出它们的坐标、斜率和截距。为此，数学家引入了尺规可作性这一概念。假设平面上有两个已知的点O和A，以OA为单位长度，射线OA为x-轴正向可以为平面建立一个标准直角坐标系，平面中的点可以用横坐标和纵坐标表示，整个平面可以等价于{\displaystyle \mathbb {R} ^{2}}。
设E是{\displaystyle \mathbb {R} ^{2}}的一个非空子集。如果某直线{\displaystyle {\mathcal {l}}}经过E中不同的两点，就说{\displaystyle {\mathcal {l}}}是E-尺规可作的，简称E-可作。同样地，如果某个圆{\displaystyle {\mathcal {C}}}的圆心和圆上的某个点是E中的元素，就说{\displaystyle {\mathcal {C}}}是E-可作的。进一步地说，如果{\displaystyle \mathbb {R} ^{2}}里的某个点P是某两个E-可作的直线或圆的交点（直线－直线、直线－圆以及圆－圆），就说点P是E-可作的。这样的定义是基于五个基本步骤得来的，包括了尺规作图中从已知条件得到新元素的五种基本方法。如果将所有E-尺规可作的点的集合记作s(E)，那么当E中包含超过两个点的时候，E肯定是s(E)的真子集。从某个点集E0开始，经过一步能作出的点构成集合E1 {\displaystyle =} s(E)，经过两步能作出的点就是E2 {\displaystyle =} s(E1)，……以此类推，经过n步能作出的点集就是En {\displaystyle =} s(En-1)。而所有从E能尺规作出的点集就是：
{\displaystyle C(\mathrm {E} _{0})=\bigcup _{n\in \mathbb {N} }\mathrm {E} _{n}}。:521
另一个与尺规可作性相关的概念是规矩数。设H是从集合E0 {\displaystyle =} {(0,0), (0,1)}开始，尺规可作点的集合：H {\displaystyle =} C(E0)，那么规矩数定义为H中的点的横坐标和纵坐标表示的数。
定义：实数a和b是规矩数当且仅当(a, b)是H中的一个点。:522
可以证明，有理数集{\displaystyle \mathbb {Q} }是所有规矩数构成的集合K的子集，而K又是实数集{\displaystyle \mathbb {R} }的子集。另外，为了在复数集{\displaystyle \mathbb {C} }内讨论问题，也会将平面{\displaystyle \mathbb {R} ^{2}}看作复平面{\displaystyle \mathbb {C} }，同时定义一个复数a+bi是（复）规矩数当且仅当点(a, b)是H中的一个点。所有复规矩数构成的集合L也包含{\displaystyle \mathbb {Q} }作为子集，并且是复数集{\displaystyle \mathbb {C} }的子集。从尺规可作性到解析几何下的规矩数，三等分角问题从几何问题转成了代数的问题。:522

### 域的扩张与最小多项式
以集合的观念来说，L与{\displaystyle \mathbb {Q} }、{\displaystyle \mathbb {C} }之间是子集与包含的关系。以抽象代数的观点来说，可以证明L是有理数域{\displaystyle \mathbb {Q} }的扩域，是实数域{\displaystyle \mathbb {C} }的子域。记作{\displaystyle \mathbb {Q} \subseteq \mathrm {L} \subseteq \mathbb {C} }。域是抽象代数中的概念，是能够进行“加减乘除”运算的集合。从单位长度出发，很容易得到任何有理数长度的线段，所以直线OA（也就是实数轴）上所有的有理数坐标的点都是尺规可作点。如果平面上还有另一个尺规可作点（对应复数z），那么也能做出任意pz+q的点，甚至于任何形如：
{\displaystyle {\frac {P_{1}(z)}{P_{2}(z)}}}
的点（其中P1和P2是两个多项式）。有理数域{\displaystyle \mathbb {Q} }和所有因为z而多出来的尺规可作点仍旧构成一个域，称为{\displaystyle \mathbb {Q} }关于z的扩张，记作{\displaystyle \mathbb {Q} (z)}。然而，{\displaystyle \mathbb {Q} (z)}中的元素并没有表面上那么“多”。一般来说，如果有一个多项式P使得P(z)=0，那么{\displaystyle \mathbb {Q} (z)}中的元素都可以写成λ1+λ2z+...+λdzd-1的形式，其中d是P的阶数。这样的情况称为域{\displaystyle \mathbb {Q} }的有限扩张，因为{\displaystyle \mathbb {Q} (z)}可以看成关于{\displaystyle \mathbb {Q} }的有限维线性空间。为了确定这个线性空间的维数，需要为它找一个基底，也就是一个线性无关的最小生成集。为此，寻找使得m(z) {\displaystyle =} 0的多项式中阶数最小的，并称m是z最小多项式。在最小多项式确定后，便可确定1,  z, ... , zdm-1是{\displaystyle \mathbb {Q} (z)}的一个基底，{\displaystyle \mathbb {Q} (z)}是一个dm维的{\displaystyle \mathbb {Q} }-线性空间（dm是m的阶数）:68。这时候也称dm是域扩张{\displaystyle \mathbb {Q} \subseteq \mathbb {Q} (z)}的阶数，记作：
{\displaystyle [\mathbb {Q} (z):\mathbb {Q} ]=\mathrm {d} _{m}}:512

### 规矩扩张的阶数
对任何一个尺规可作点，都可以考察它对应的域扩张的阶数。由于每个尺规可作点都是通过五种作图公法的有限次累加得到的，而其中生成新点（也就是新坐标）的只有後三种。所以只需考察这三种步骤得到的新点对应的域扩张的阶数。假设某个时刻，已知的所有尺规可作点构成的域是L，那么生成新点时的直线和圆的系数都在L里面。
直线的方程是：{\displaystyle ax+by+c=0,\quad a,b,c\in \mathrm {L} ,\qquad \qquad \cdots \;\;(1)}
圆的方程是：{\displaystyle (x-c_{1})^{2}+(y-c_{2})^{2}=r^{2},\quad c_{1},c_{2},r\in \mathrm {L} .\qquad \qquad \cdots \;\;(2)}
无论是两个(1)类方程，两个(2)类方程，还是一个(1)类和一个(2)类方程联立求解，得到的x和y值都会是形同
{\displaystyle {\begin{cases}x=p_{1}+q_{1}{\sqrt {t}}&p_{1},\;q_{1},\;t\;\in \mathrm {L} \\y=p_{2}+q_{2}{\sqrt {t}}&p_{2},\;q_{2}\;\in \mathrm {L} \end{cases}}}
的数值。所以复规矩数z {\displaystyle =} x+yi满足一个二次方程：
{\displaystyle (z-(p_{1}+p_{2}i))^{2}=t(q_{1}+q_{2}i)^{2}}
其中的p1+p2i、q1+q2i以及t都是L中的元素:523:78-79。这意味着，域扩张L⊆L(z)的阶数最多是2（最小多项式的阶数至多是2）。这又说明，从L开始，经过一系列（n次）基本步骤得到的尺规可作点，代表了n次域扩张：
{\displaystyle \mathrm {L} \subseteq \mathrm {L} _{1}\subseteq \cdots \subseteq \mathrm {L} _{n}}。
而每次域扩张的阶数：[Lk : Lk-1]都不超过2。因此，如果从基本的有理数域出发的话，就能得到如下的定理：:523-524
| 任何复规矩数z对应的域扩张{\displaystyle \mathbb {Q} \subseteq \mathbb {Q} (z)}的阶数{\displaystyle [\mathbb {Q} (z):\mathbb {Q} ]}都是2的某个幂次： {\displaystyle [\mathbb {Q} (z):\mathbb {Q} ]=2^{s}} |

其中的s是某个小于n的自然数（n是已知所有有理数坐标点时，作出z对应的点要经过的基本步骤数目）。

### 三等分角的反证
上文已经说明，任何可以用尺規作圖作出的点，其座標对应一个复規矩數，它的最小多項式次數為{\displaystyle 2^{s}}。以下用反证法证明三等分任意角是不可能的。反設可以用尺規作圖將任意角三等分，代表對任意角度是{\displaystyle \theta }的角，均可以由尺規作圖得到 角度为{\displaystyle {\frac {\theta }{3}}}的角。这等价于说在已知单位长度和{\displaystyle \cos {\theta }}的时候能做出{\displaystyle \cos {\frac {\theta }{3}}}的长度。设L是包含了{\displaystyle \cos {\theta }}和单位长度1的域。用尺规作图可以得到{\displaystyle z=\cos {\frac {\theta }{3}}}，说明域扩张的阶数是2的幂次：
{\displaystyle [\mathrm {L} (z):\mathrm {L} ]=2^{s}}
然而根據三倍角公式：
{\displaystyle \cos \theta =4\cos ^{3}{\frac {\theta }{3}}-3\cos {\frac {\theta }{3}}=4z^{3}-3z}。
运用多项式的知识可以证明，{\displaystyle z}在L中的最小多项式的阶数必定不大于3，也就是说是1，2或者3:512。比如说当角度{\displaystyle \theta =60^{\circ }}时，L就是{\displaystyle \mathbb {Q} }（{\displaystyle \cos {\theta }={\frac {1}{2}}\in \mathbb {Q} }）三倍角公式变成：
{\displaystyle 4z^{3}-3z=\cos {60^{\circ }}={\frac {1}{2}}}，即是：
{\displaystyle 8z^{3}-6z-1=0}
这个多项式不可约，所以这个方程的解不属于有理数集{\displaystyle \mathbb {Q} }，所以可以证明{\displaystyle [\mathbb {Q} (z):\mathbb {Q} ]=3}。然而3不是2的幂次，这和之前的结论矛盾。如此便说明，無法用尺規作圖將任意角三等分:525-526。{\displaystyle \Box }

## 能够尺规三等分的角度
以上的证明通过一个反例：{\displaystyle \theta =60^{\circ }}说明了用尺规作图将任意角三等分是不可能的。但用尺规作图三等分某些特定的角（比如说直角）仍然是可行的。事实上，从证明中可以看出，尺规三等分某个角{\displaystyle \theta }等价于说{\displaystyle [\mathrm {L} (\cos {\frac {\theta }{3}}):\mathrm {L} ]=1}:58。要注意的是，这个条件与{\displaystyle \cos {\theta }}本身能否用尺规作图作出并不相关。实际上，有的角度{\displaystyle \theta }即便本身无法用尺规作图法作出，但如果已知角{\displaystyle \theta }作为条件，是能够用尺规作图将它三等分的。角度{\displaystyle 3\pi /7}就是这样一个例子。它本身无法用尺规作出，但如果给定一个{\displaystyle 3\pi /7}的角，它的五倍角就是{\displaystyle 15\pi /7}，等于将圆周绕过一圈後的{\displaystyle \pi /7}，这正是{\displaystyle 3\pi /7}的三分之一。可以证明，角度{\displaystyle 2\pi /N}可以用尺规三等分，当且仅当自然数N本身无法被三整除。
从证明中还可看出，只要自然数k只含有2以外的质因子，根据k倍角公式得到的k阶多项式就说明{\displaystyle \cos {\frac {\theta }{k}}}的最小多项式阶数整除k，所以不是2的幂次，从而无法用尺规作图k等分任意角。例如用尺规作图五等分任意角、七等分任意角等等都是不可能的（{\displaystyle 2\pi /N}可以五等分，當且僅當N不是5的倍數；而不管N是多少，{\displaystyle 2\pi /N}都不能七等分，因為正七邊形本身就不能尺規作圖了）。

## 三等分角的方法
用尺规作图的方法三等分角被证明是不可行的。如果放宽尺规作图的限制，或允许使用另外的工具，那么三等分任意角仍旧是可能的。

### 无限次步骤
尺规作图要求在有限次步骤内将任意角三等分。如果我们允许使用无限次的步骤来构造三等分角的话，可以利用
{\displaystyle {\frac {1}{3}}={\frac {1}{4}}+{\frac {1}{4^{2}}}+{\frac {1}{4^{3}}}+\cdots }
这个无穷级数的和来实现。给定任意一的角度为{\displaystyle \theta }的角。已知尺规二等分角是可行的，所以重复两次就能够四等分一个角{\displaystyle \theta }，得到{\displaystyle {\frac {\theta }{4}}}。同样地，可以作出{\displaystyle {\frac {\theta }{4^{2}}}}、{\displaystyle {\frac {\theta }{4^{3}}}}等所有形同{\displaystyle {\frac {\theta }{4^{n}}}}的角。将它们逐次相加，就能够在无限次（可数次）操作後用尺规作图得到
{\displaystyle {\frac {\theta }{4}}+{\frac {\theta }{4^{2}}}+{\frac {\theta }{4^{3}}}+\cdots ={\frac {\theta }{3}}}。
在這個公式下誤差值為下
- {\displaystyle \left|{\frac {\theta }{3}}-\sum _{k=1}^{n}{\frac {\theta }{4^{k}}}\right|={\frac {\theta }{3\cdot 4^{n}}}}  根據此估算：
- 若{\displaystyle \theta =180^{\circ }}時，取前 15 項誤差可小於{\displaystyle 10^{-6}}，若{\displaystyle \theta =1^{\circ }} 時，僅需 9 項即可達成同樣精度。
- 可見此級數具有快速收斂特性，在有限項下已可逼近任意角的三等分角，具有實作價值。

### 二刻尺
如果允许使用有刻度的直尺（二刻尺），则三等分任意角是可行的。右图为把角a三等分的示意图。这个想法最早由阿基米德提出:4。
首先，在直尺上有两个刻度，相距AB。把角上的直线延长，并作一个半径为AB的圆。 
把直尺的一点固定在A，并将直尺绕着点A移动，直到其中一个刻度位于点C，另一个刻度位于点D，也就是说，CD {\displaystyle =} AB。这时，角b就是角a的三分之一。
要證明{\displaystyle a=3b}，我們需要利用直線上的鄰角(adjacent angles on straight line)，三角形的內角和(angle sum of triangle)及等腰三角形底角(base angle, isosceles triangle)。
证明：
1. {\displaystyle e+c=180^{\circ }}。
2. {\displaystyle e+2b=180^{\circ }}。
3. 两式相减，得{\displaystyle c=2b}。
4. {\displaystyle d+2c=180^{\circ }}，因此{\displaystyle d=180^{\circ }-2c}，把上式代入，得{\displaystyle d=180^{\circ }-4b}。
5. {\displaystyle a+d+b=180^{\circ }}，因此{\displaystyle a+(180^{\circ }-4b)+b=180^{\circ }}。

所以，{\displaystyle a-3b=0}，或{\displaystyle a=3b}。证毕。:4-5
或者，可以利用三角形的外角(Exterior Angle of a Triangle)作證明。
{\displaystyle b+b=c}
{\displaystyle b+c=a}
{\displaystyle \Rightarrow {b}+2b=a}
{\displaystyle \Rightarrow {a}=3b}
同樣也可證明。

### 借助其他形状或工具
尺规作图的规定来自于古希腊的柏拉图学派，他们认为仅有直线和圆是完美的形状。事实上，如果允许在作图中使用其他的曲线或形状，那么三等分任意角是可行的。例如：已知角AOB，做其角平分线OC。以直线OC为准线，点A为焦点，作一双曲线；同时以O为圆心，OA为半径做圆。设该圆与双曲线在角AOB内侧的交点为D，那么角AOD等于角AOB的三分之一。此外，麦克劳林、利马松等人也曾经设计过可以辅助三等分角的曲线。阿基米德螺线（等角螺线）也是能够直观帮助三等分角的曲线。在极坐标中，阿基米德螺线的方程是：
{\displaystyle \rho =c\theta }
其中的{\displaystyle \rho }是极径（离原点的距离），{\displaystyle \theta }是幅角。由于极径和幅角成正比，所以要寻找等于给定角度三分之一的角度，只需要确定原角度对应的极径长度{\displaystyle \rho _{0}}，然后对比找出{\displaystyle {\frac {\rho _{0}}{3}}}对应的角度即可。:8